# Santi Abdon e Sennen
Santi Abdon e Sennen var en kyrkobyggnad i Rom, helgad åt de heliga martyrerna Abdon och Sennen. Kyrkan var belägen i närheten av Colosseum i Rione Monti, nuvarande Rione Campitelli. Enligt en uppgift var kyrkan belägen på den plats där Neros kolossalstaty stått. Abdon och Sennen led martyrdöden på Colosseum och deras döda kroppar kastades ”ante simulacrum Solis” (”framför Solens staty”); Solens staty var ett senare namn på Neros kolossalstaty. Därefter begravdes de av subdiakonen Quirinus i Pontianus katakomb vid Via Portuense.

## Historia
Det har inte varit möjligt att fastställa när kyrkan uppfördes, men den ska ha restaurerats under påve Hadrianus I (772–795). I ett dokument från år 1127 anges det att kyrkan var belägen i närheten av Santa Maria Nova. Ett dokument från år 1545 anger att kyrkan var belägen ”prope Amphitheatrum vulgariter dicto Coliseo”.
Kyrkan omnämns i en förteckning över Roms kyrkor, sammanställd under påve Pius V:s pontifikat (1566–1572). Enligt Christian Hülsen revs kyrkan kort därefter.

## Omnämningar i kyrkoförteckningar
| Katalog                      | År         | Benämning                         |
| ---------------------------- | ---------- | --------------------------------- |
| Catalogo di Cencio Camerario | 1192       | sco. Abdon et Senen               |
| Il Catalogo Parigino         | cirka 1230 | s. Abdon et Sennen                |
| Il Catalogo di Torino        | cirka 1320 | Ecclesia sanctorum Adon et Sennen |
| Il Catalogo del Signorili    | cirka 1425 | ss. Adon et Senen                 |